# Рома, Жак
Жак Рома (фр. Jacques de Romas; 1713—1776) — французский физик.

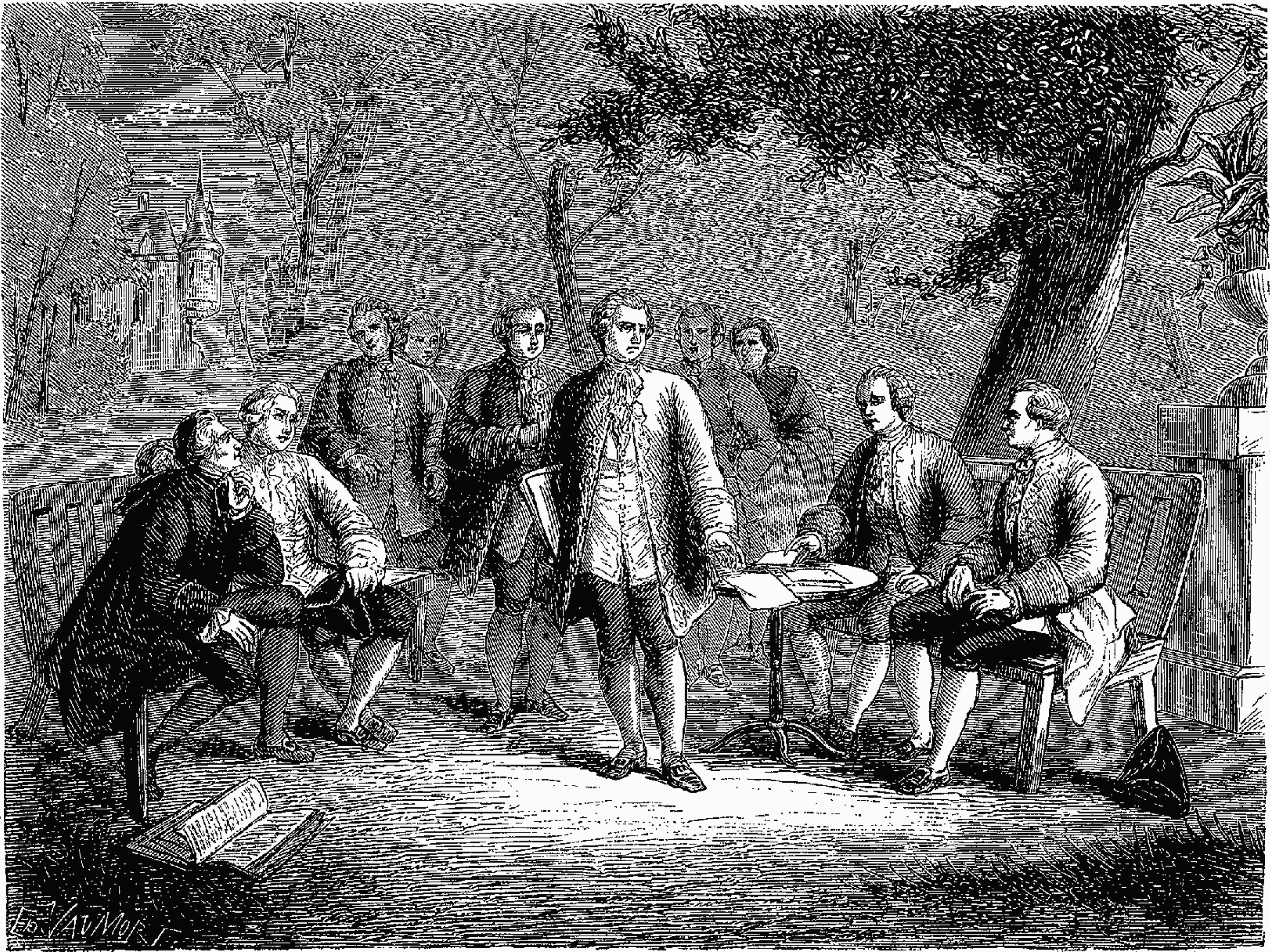
T1- d539 — Fig. 270. — Le cénacle scientifique du château de Clairac ; Montesquieu et le Baron de Secondat, son fils, le chevalier de Vivens, Romas et les frères Dutilh

Занимался исследованием электрических явлений и ещё до открытия Франклина придумал пускать во время грозы привязанных на нитке бумажных змеев с металлическими остриями, чтобы отводить атмосферное электричество в землю (в 1752 году).
Проводил (1752—1756) публичные опыты с электрическими искрами и по атмосферному электричеству.

## Биография
Жак де Рома родился 13 октября 1713.
Он занимал должность судебного органа в президиуме своего родного города Нерака. Как любитель, он был учёным-полиматом до специализации по электричеству.
Он стал известен своими физическими экспериментами во время грозы и в 1750 году, в ходе которых предложил связь между молнией и электричеством, когда замок Тампуи был поражен ударом молнии. В том же году он изобрел прибор, с помощью которого пытался измерить атмосферное напряжение. Его коллега Франсуа де Вивенс (1697—1780) из Клэрака предложил назвать устройство brontomètre (от греческого βρέμω : гром). Также в 1750 году Дени Барберет опубликовал информацию о предполагаемой связи между молнией и электричеством.
В том же десятилетии Рома провел эксперимент с воздушным змеем, который Бенджамин Франклин предложил в 1750 году в письме Питеру Коллинсону, но он ещё не достиг Франции. Подняв проволочного змея во время грозы, Рома доказал электрическую природу молнии. Во время своего эксперимента он заметил искры и взрывы длиной десять футов. Он также сообщил, во время повторного выступления перед более широкой аудиторией, что он получил сильные толчки, которые были более интенсивными, чем все, что он получал раньше во время экспериментов с банками. По этой причине он выполнил более поздние эксперименты только с отдельно заземленными проводниками и воздушными змеями, которые он обрабатывал через стеклянные стержни.
12 июля 1752 года он написал письмо в Академию Бордо с первым сообщением о своем опыте с заземленным стержнем во время грозы. Говорят, что 14 мая 1753 года его первый эксперимент с воздушным змеем был проведен с местными жителями в качестве его единственной аудитории. Другие сообщения говорят, что его первых публичных экспериментах проходили 7 июля 1753 года на дороге недалеко от Нерака. Подробности его экспериментов, однако, часто путали, и энциклопедия Чассанга просто утверждает, что его эксперименты проводились «с 1757 года». Также сообщается, что позже, в 1750 году он установил молниеотводы в своем родном регионе.
В отличие от многих интеллектуалов его эпохи, физик-любитель мало путешествовал из своего родного региона. В 1764 году он стал членом Французской академии наук, благодаря своим экспериментам с электрическим воздушным змеем. Для этого ему пришлось доказать, что его эксперименты проводились без ведома подобных прорывов Франклина в английских колониях. Комиссия подтвердила это после изучения его докладов и писем различным коллегам-ученым.
В 1911 году в Нераке была установлена 300-килограммовая бронзовая статуя в его честь, открытая президентом Франции Армандом Фальером. Но в 1942 году, во время немецкой оккупации статуя переплавлена, позже 13 февраля 2010 года на первоначальном месте была создана копия, также школа и несколько улиц в регионе названы в честь Рома.

## Труды
- «Mémoire sur les moyens de se garantir de la foudre dans les maisons» и «Léttre sur l’invention du cerf-volant électrique» (1776);
- «Mémoire ou l’on rapporte des observations frappantes qui prouvent que plus le corps isolé est élevé au-dessus de la terre, plus le feu d'électricité est abondant» (в «Recueil de l’Académie der Sciences», 1755).